# Ska-nk
Ska-nk — румунський поп-панк колектив, створений 2010 року у Бая-Маре. За 6 років існування гурт видав 2 студійні альбоми та близько 10-ти синглів та відео. Найімовірніше походження назви - скорочення від ска-панк.

## «Suntem la televizor»

Обкладинка альбому

Suntem la televizor (Ми — в телевізорі) — дебютний студійний альбом гурту Ska-nk. Виданий 28 грудня 2011 року.
Альбом включає сингли: «Mama lui Andrei», «Vara trece», «M-am saturat de ploaie», «Nu mai sta in spate» та деякі інші пісні.
«Mama lui Andrei» (Мама Андрія) — пісня, що вперше прозвучала 2010 року. У тексті йдеться про те, як вокаліст, побувавши у нічному клубі познайомився з «вампою», якою є мама друга Андрія.
«M-am saturat de ploaie» (Я втомився від дощу) — пісня, що отримала ротації 2012 року. У вересні того ж року вийшов (на думку гурту) перший їх офіційний відеокліп. На відео учасники гурту, дотепно вдягнуті, грають на фоні декорацій, що нагадують пляж.
У тексті йдеться про те, що колектив втомився від постійних дощів та сумних днів. Наприкінці пісні нарешті з'являється сонце та радість. У тексті також згадано композицію «Santeria» гурту «Sublime».
«Skafandrul Nelu» (водолаз Нелу) — пісня, що є початком історії про водолаза в доробку гурту. Текст розповідає про те, як сором'язлива дівчина-музикант закохалася у водолаза, який урешті-решт пішов від неї. На початку 2013 року вийшло студійне відео до пісні .
2015 року вийшло продовження пісні під назвою «Skafandrul s-a întors» (водолаз повернувся), яку було включено до альбому «Pe acorduri de vara».
Список композицій
1. Vara trece
2. Mama lui Andrei
3. Skafandrul Nelu
4. Vrei vrei
5. Centura neagra
6. M-am saturat de ploaie
7. Bicicleta
8. Days of Summer
9. Cândva prin mai
10. Pot să zbor
11. Nu mai sta in spate

## «Pe acorduri de vara»
Pe acorduri de vara (укр. На акордах літа) - другий студійний альбом гурту Ska-nk, виданий 20 березня 2015 року. До альбому увійшли 13 композицій, до 5 з яких було представлено відеокліпи.
Skafandrul s-a intors - пісня, що є продовженням історії "Skafandrul Nelu". Цього разу водолаз повертається до дівчини і пропонує їй вийти заміж.
Arata-i c-o iu... (укр. покажи їй, як ти її) - пісня про ревнощі чоловіка до жінки. Наприкінці 2013 року було представлене відео. У кліпі показано, як чоловік, намагаючись показати дівчині свою любов, випиває зайвого у барі. Також показано гурт, що виконує пісню на сцені, а всі події розвиваються під її ритм.
Цікаві факти
У другій частині приспіву двічі лунає фраза "Arata-i pe nisip..", що спочатку чується, як "Arata-i (лайка вилучена)".
Noi Când Ne Intâlnim (укр. коли ми зустрічаємось) - пісня, записана 2014 року та вперше виконана у одному з кафе Бузеу. 8 травня 2016 року вийшов відеокліп до пісні. Відео розповідає історію двох закоханих, що намагаються бути разом, незважаючи на заборону старшого брата дівчини.
Трек-лист
1. Skafandrul s-a intors
2. Mama ta
3. Boxele, rotile
4. Noi Cand Ne Intalnim
5. Soare, soare
6. Ca in liceu
7. In 3
8. Asta-i pentru
9. Arata-i c-o iu...
10. Fata cu breton
11. Totul e perfect
12. Cu dedicatie
13. Eu spun NU

## Учасники гурту
- Ghit Razvan — гітара, вокал
- Horge Razvan — гітара
- Nemes Tudor — бас-гітара
- Szendrei Alexandru — барабан
- Ghit Madalin — вокал

## Дискографія

### Альбоми
- «Suntem la televizor» (2011)
- «Pe acorduri de vara» (2015)

### Сингли
| Рік  | Назва                    |
| ---- | ------------------------ |
| 2010 | «Mama lui Andrei»        |
| 2012 | «Vara trece»             |
| 2012 | «M-am saturat de ploaie» |
| 2013 | «Nu mai sta in spate»    |
| 2013 | «Boxele, rotile»         |
| 2013 | «Skafandru Nelu»         |
| 2013 | «Arata-i c-o …»          |
| 2014 | «Totul e perfect»        |
| 2015 | «Asta-i pentru»          |
| 2015 | «Cântec de Craciun»      |
| 2016 | «Noi când ne intâlnim»   |

### Відеокліпи
| Рік  | Назва                        |
| ---- | ---------------------------- |
| 2011 | «Centura neagra»             |
| 2012 | «Vara trece»                 |
| 2012 | «M-am saturat de ploaie»     |
| 2012 | «Nu mai sta in spate»        |
| 2013 | «Boxele, rotile»             |
| 2013 | «Skafandru Nelu»             |
| 2013 | «Arata-i c-o …»              |
| 2013 | «Soare, soare» (lyric video) |
| 2014 | «Totul e perfect»            |
| 2015 | «Cântec de Craciun»          |
| 2016 | «Asta-i pentru»              |
| 2016 | «Noi când ne intâlnim»       |